# Mastigopsis
Mastigopsis là một chi rêu trong họ Lepidoziaceae.